# CryEngine 3 SDK
CryEngine 3 SDK — набор программных инструментов для разработки компьютерных игр на игровом движке CryEngine 3. CryEngine 3 SDK, как и CryEngine 3, разработан и поддерживается немецкой компанией Crytek. CryEngine 3 SDK является проприетарным бесплатным (freeware) для скачивания, установки и использования средством разработки, с помощью которого любой желающий может разрабатывать компьютерные игры и бесплатно распространять их. При коммерческом распространении (продажи) игр, разработанных на CryEngine 3 SDK, необходимо делать лицензионные отчисления в Crytek.

## Состав и лицензионная политика
| Системные требования CryEngine 3 SDK | Системные требования CryEngine 3 SDK                 | Системные требования CryEngine 3 SDK                  |
| ------------------------------------ | ---------------------------------------------------- | ----------------------------------------------------- |
|                                      | Минимальные                                          | Рекомендуемые                                         |
| Wintel (IBM PC + Microsoft Windows)  |                                                      |                                                       |
| ОС                                   | Windows XP SP2, Windows Vista SP1 или SP2, Windows 7 | Windows 7                                             |
| ЦПУ                                  | 32-битный или 64-битный (желательна многоядерность)  | Intel Core 2 Duo 2 GHz, AMD Athlon 64 X2 2 GHz и выше |
| Объём ОЗУ                            | 1—2 GB                                               | 2—4 GB                                                |
| Видеокарта                           | Поддержка DirectX 9c                                 | nVidia 8800GT 512 MB, ATI 3850HD 512 MB и выше        |

CryEngine 3 SDK базируется на игровом движке CryEngine 3 и содержит все компоненты последнего наряду со средствами разработки, включая редактор уровней Sandbox третьей версии.
CryEngine 3 SDK содержит множество дополнительных инструментов, включая исходный код игровых ассетов на C++, экспортеры контента, примеры скриптов, механизм Flowgraph и проч. Вместе с тем, графическая компонента CryEngine 3, вошедшая в первую версию CryEngine 3 SDK, поддерживает лишь DirectX 9; добавление поддержки DirectX 11 заявлено разработчиками в последующих выпусках. В составе CryEngine 3 SDK присутствуют 32-битная и 64-битная версии инструментов.
В первом выпуске CryEngine 3 SDK доступ к редактированию уровней имеет лишь их создатель; он не может открыть доступ на редактирование другим пользователям. В последующих версиях заявлено внедрение новой системы управления доступом к уровням, которая позволит создавать коллективные проекты, регулировать уровень доступа участников этих проектов к уровням и т. д.
Лицензия CryEngine 3 SDK позволяет бесплатно использовать его для создания и распространения некоммерческих игр. В случае, если разработчик желает использовать CryEngine 3 SDK в коммерческих целях, он должен отчислять компании Crytek 20 % от продаж своих игр, разработанных с использованием данного SDK.

## История разработки и поддержки
Первые сведения о бесплатной версии CryEngine 3 SDK появились в марте 2010 года, когда Карл Джонс (англ. Carl Jones), директор по бизнес-развитию в Crytek, выступая на India Game Developer Summit 2010, сообщил о версии CryEngine 3 для независимых разработчиков с пониженной ценой, а также о полностью бесплатной версии движка. Подробности не уточнялись.
15 марта 2011 года британский ресурс Develop опубликовал большое интервью с Авни Ерли (англ. Anvi Yerli), одним из сооснователей и руководителей Crytek. В этом интервью Ерли заявил, что CryEngine 3 SDK станет конкурентом Unreal Development Kit, который предлагает приблизительно аналогичную функциональность для движка Unreal Engine 3 и продвигается компанией Epic Games.
Во второй половине апреля 2011 года Джеват Ерли в письме сообществу сайта CryMod.com официально сообщил, что CryEngine 3 SDK будет выпущен в августе 2011 года.
17 августа 2011 года состоялся официальный выпуск CryEngine 3 SDK. Карл Джонс так прокомментировал выпуск SDK: «С выходом нашего SDK мы призываем создателей игр попробовать CryEngine 3, и я надеюсь, что это приведёт к созданию новых компаний, использующих наш движок. Что ещё более важно, мы рассчитываем увеличить количество талантливых разработчиков на CryEngine 3 и повысить уровень нашего интернет-сообщества пользователей. Этот SDK содержит больше инструментов, чем мы когда-либо выпускали ранее — он даёт людям возможность создавать совершенно новые игры с нуля, а не заниматься моддингом существующих игр от Crytek, и потому мы призываем всех заинтересованных и инди-разработчиков попробовать его». Одновременно с выпуском данного продукта сайт CryMod.com, запущенный в 2003 году и предназначенный для развития и поддержки моддинга всех игр от Crytek, был переименован на CryDev.net, что отражает изменение его направленности: с выходом CryEngine 3 SDK он стал также главным интернет-порталом по поддержке пользователей данного SDK, а не только модостроителей к существующим играм. На следующий день, 18 августа, количество скачиваний данного средства разработки превысило 20 000 раз. Выпуск CryEngine 3 SDK был замечен и освещён IT- и игровой прессой, многие журналисты сравнивали SDK от Crytek со своим ближайшим и сильнейшим конкурентом — Unreal Development Kit.
22 августа, через 5 дней после выпуска CryEngine 3 SDK, Crytek сообщила, что его количество зарегистрированных загрузок превысило 100 000 раз. Таким образом, CryEngine 3 SDK стал лидером по скорости скачивания среди всех бесплатных редакций SDK игровых движков, обогнав Unreal Development Kit (50 000 загрузок в первую неделю) и Unity (20 000 загрузок в первые две недели).
2 сентября 2011 года количество скачиваний CryEngine 3 SDK превысило 300 000 раз. Авни Ерли сообщил сайту Develop, что источники загрузок SDK равномерно распределены по США, Европе и Азии.
28 сентября 2011 года количество скачиваний достигло отметки в 450 000 раз. Авни Йерли, комментируя эту новость, сообщил, что компания получила множество запросов на лицензирование CryEngine 3 SDK, причем не только от игровых разработчиков, но и от компаний, не связанных с игровой индустрией. Кроме этого, он также выразил надежду, что CryEngine 3 SDK поможет реализовать свои задумки независимым разработчикам.
17 октября 2011 года вышло первое обновление для CryEngine 3 SDK, которое содержало обновленный до версии 3.3.6 движок CryEngine 3 и билд самого SDK под номером 2572. Основным нововведением стало появление ранее обещанной поддержки коллективного создания модификаций — была создана онлайновая база данных модов, репозиторий, который позволяет разработчикам организовывать и координировать коллективные проекты. Также в новой версии SDK был улучшен процесс загрузки уровней, внесены изменения в систему частиц и игровой ИИ. Помимо этого, обновление исправляло множество ошибок, содержало подстройки многих параметров и незначительные улучшения функционала. Примерно в одно время с выходом данного обновления количество скачиваний CryEngine 3 SDK достигло пол-миллиона.
21 октября 2011 года вышла новая версия CryEngine 3 SDK, в которой движок CryEngine 3 был обновлен до версии 3.3.7.
13 апреля 2012 года вышла новая версия (3.4.0) CryEngine 3 SDK поддерживающая DirectX 11